# التدخين في كوبا
يعتبر التدخين في كوبا شائعًا، حيث أظهر استطلاع أجرته مؤسسة غالوب في مايو 2007 أن 45% من الكوبيين كانوا يدخنون في اليوم السابق للإستطلاع . 
وقالت منظمة الشعب الكوبي (بو كوبا) إن معدلات التدخين مرتفعة للغاية في البلاد ويجب تخفيضها.

## التاريخ
في عام 1717، أسس التاج الإسباني احتكارًا لإنتاج التبغ الكوبي. حقق هذا الاحتكار أرباحًا هائلة. من عام 1740 إلى عام 1760، كان حوالي 85 بالمائة من التبغ الذي يعالجه المصنع الملكي في إشبيلية يأتي من كوبا، وقد أنتج هذا الاحتكار أرباحًا سنوية زادت من حوالي 4 ملايين بيزو في أوائل أربعينيات القرن الثامن عشر إلى أكثر من 5 ملايين بحلول أواخر خمسينيات القرن الثامن عشر، وتجاوزت الأرباح من الفضة.  ولعب التبغ دوراً في التجارة غير المشروعة التي ازدهرت في المناطق النائية من الإمبراطورية الإسبانية في القرن الثامن عشر، مما أدى إلى تقويض الإستعمار الإسباني. 

## الجغرافية
تتمتع كوبا بظروف ممتازة لزراعة التبغ، حيث تتمتع العديد من المناطق بظروف زراعة ذات مستوى عالمي. تعتبر مقاطعة بينار ديل ريو ، الواقعة في الطرف الغربي من الجزيرة، ذات أهمية خاصة لزراعة التبغ وتحتوي على منطقتي فويلتا أباجو وسيمي فويلتا. تشتهر هذه المناطق بإنتاجها لبعض من أفضل أنواع التبغ في العالم. يتم تصنيع السيجار الكوبي في كوبا باستخدام التبغ المزروع داخل البلاد. يمكن زراعة غلاف السيجار والحشوة وورق التغليف في كوبا. يتمتع السيجار الكوبي بسمعة واسعة لكونه من بين أفضل السيجار في العالم. 

## أنظر أيضا
- السيجار الكوبي

## قراءة أُخرىى
- المتحف الأمريكي للتاريخ الطبيعي، "التبغ في كوبا" (2022) على الإنترنت

- كوزنر، شارلوت. الورقة الذهبية: كيف شكل التبغ كوبا والعالم الأطلسي (مطبعة جامعة فاندربيلت، 2015) عبر الإنترنت

- مورغان، ويليام أ. “التبغ في عصر العبودية الثانية في كوبا”. في النضال الاجتماعي والمجتمع المدني في كوبا في القرن التاسع عشر (روتليدج، 2023) ص 33-56. متصل

## روابط خارجية
- كوبا: لا يوجد شروط أو شروط أو أعقاب – أخبار سي بي إس
- ركن هافانا: ممنوع التدخين في كوبا؟ | كوبا | عشاق السيجار
- إمبراطورية جزيرتنا: دليل لكوبا وبورتوريكو وهاواي و. . . - تشارلز موريس ص. 486.
- التبغ: تاريخه وأصنافه وثقافته وتصنيعه وتجارته. . . - فواتير الطوارئ ص 273-274.
- JNCI، مجلة المعهد الوطني للسرطان – المعهد الوطني للسرطان (الولايات المتحدة) ص. 1037